# Old Lindley
Old Lindley is een gehucht in de voormalige gemeente Holywell Green, in het bestuurlijke gebied Calderdale. Het ligt net ten noorden van de snelweg M62 in het graafschap West Yorkshire, net als de Old Lindley Moor, een natuurgebied met diverse geologische bijzonderheden. Old Lindley komt in het Domesday Book (1086) voor als 'Linlei'/'Linleie'.
Een boerderij in het gehucht, met de naam 'Old Lindley Farmhouse', waarvan de oudste delen uit de vijftiende eeuw stammen, staat op de Britse monumentenlijst.